# Sistema pubblico di connettività
Il Sistema Pubblico di Connettività (in acronimo SPC) è la rete che collega tra loro tutte le pubbliche amministrazioni italiane, consentendo loro di condividere e scambiare dati e risorse informative.

## Storia
Erede della Rete unitaria della pubblica amministrazione (RUPA) realizzata dall'AIPA, il SPC fu progettato nel 2003 e le relative gare furono bandite dal CNIPA nel 2005. Gli aggiudicatari della gara del 2005 per la fornitura dei servizi di connettività sono Fastweb, Telecom Italia, Wind Telecomunicazioni e BT Italia. I quattro operatori si sono consorziati - secondo le regole stabilite dalla specifica gara - per gestire il QXN, nodo di interconnessione delle reti pubbliche.
Con la legge n. 134 del 2012, conversione con modificazione del decreto legge n. 83 del 2012 (cosiddetto "decreto sviluppo"), è affidato a Consip il ruolo di centrale di committenza relativa alle reti telematiche delle pubbliche amministrazioni, al sistema pubblico di connettività, alla rete internazionale della pubblica amministrazione.
Nel 2013 Consip bandisce la nuova gara SPC a cui partecipano 7 concorrenti e nel 2014 alcuni provano a metterne in discussione l'attualità. Sviluppi notevoli ed a basso costo per la pubblica amministrazione sono resi possibili dal nuovo standard G.fast, approvato dall'ITU-T che abilita, già dal 2015 - sull'esistente doppino in rame - una banda trasmissiva fino a 1 gigabit al secondo. La gara viene poi aggiudicata nel 2015 a Tiscali, BT Italia e Vodafone - Ericsson.
Da giugno 2016 Tiscali, BT Italia e Vodafone Italia diventano i fornitori di connettività alla pubblica amministrazione Italiana, essendosi aggiudicati la gara Consip del sistema pubblico di connettività. In dicembre 2016 Fastweb subentra a Tiscali in virtù di un contratto con cui, tra l'altro, si perfeziona la cessione dell ramo d'azienda Tiscali Business a Fastweb, incluso il sistema pubblico di connettività aggiudicato in giugno da Consip.

## Descrizione

### Disciplina legislativa
È stato istituito e disciplinato dal decreto legislativo del 28 febbraio 2005, n. 42, confluito a sua volta nel Codice dell'amministrazione digitale. Esso viene definito come:
Il sistema pubblico di connettività - indicato a volte come "sistema pubblico di connettività e cooperazione" - è gestito dall'Agenzia per l'Italia digitale.

### Principi ispiratori
1. Sviluppo architetturale ed organizzativo atto a garantire la natura federata, policentrica e non gerarchica del sistema.
2. Economicità nell'utilizzo dei servizi di rete, di interoperabilità e di supporto alla cooperazione applicativa.
3. Sviluppo del mercato e della concorrenza nel settore delle tecnologie dell'informazione e della comunicazione.

### Obiettivi
- Fornire un insieme di servizi di connettività condivisi dalle pubbliche amministrazioni (PA) interconnesse, graduabili in modo da poter soddisfare le differenti esigenze.
- Garantire l'interazione della PA centrale e locale con tutti gli altri soggetti connessi a internet, nonché con le reti di altri enti, promuovendo l'erogazione di servizi di qualità per cittadini e imprese.
- Fornire un'infrastruttura condivisa di interscambio che consenta l'interoperabilità tra tutte le reti delle PA esistenti.
- Fornire servizi di connettività e cooperazione alle PA che ne facciano richiesta, per permettere l'interconnessione delle proprie sedi e realizzare così anche l'infrastruttura interna di comunicazione.
- Realizzare un modello di fornitura dei servizi multifornitore coerente con l'attuale situazione di mercato e le dimensioni del progetto stesso.
- Garantire lo sviluppo dei sistemi informatici nell'ambito del SPC salvaguardando la sicurezza dei dati, la riservatezza delle informazioni, nel rispetto dell'autonomia del patrimonio informativo delle singole amministrazioni.

### Sicurezza
La componente di coordinamento centrale della gestione della sicurezza nel sistema pubblico di connettività in via preventiva è svolta dal CERT-SPC. Le Unità locali di sicurezza (ULS) istituite presso i domini connessi ad SPC, ovvero le Pubbliche Amministrazioni, unitamente ai SOC (Security Operation Center) dei fornitori di accesso alla rete federata SPC (Fastweb, Telecom, Wind e BT) sovrintendono alla gestione operativa e continuativa degli incidenti informatici. Fino al 2009 nel modello di gestione della sicurezza del SPC era previsto anche un centro di gestione che ha cessato la propria attività ed i suoi compiti sono stati trasferiti ai SOC.